# 小倉忠
小倉 忠（おぐら ただし、1951年1月7日 - ）は、日本の実業家。一般社団法人愛知カンツリー倶楽部理事長。ノリタケカンパニーリミテド（現・ノリタケ）代表取締役社長を経て、同社代表取締役会長、中部生産性本部会長、名古屋商工会議所副会頭を歴任した。

## 人物・経歴
岐阜県出身。1975名古屋大学大学院工学研究科修士課程修了、日本陶器（後のノリタケカンパニーリミテド、現・ノリタケ）入社。環境エンジニアリング事業本部長を経て、2012年代表取締役副社長に昇格。2013年から技術系としては初となる代表取締役社長を務めた。2018年代表取締役会長。同年中部生産性本部会長。
2019年名古屋商工会議所副会頭。2020年愛知カンツリー倶楽部理事長、中部ゴルフ連盟理事。2021年名港海運監査役、六石ゴルフ倶楽部取締役、桑名カントリー倶楽部取締役。2023年リンナイ取締役。森村商事取締役、中部産業連盟審議役、名古屋フィルハーモニー交響楽団諮問委員、大倉和親記念財団評議員等も歴任した。
2023年6月にノリタケカンパニーリミテドの代表取締役会長を退任した。